# نصر (بندقية قنص)
بندقية قنص نصر عيار 12.7ملم، أسلحة صممها وصنعها خبراء إيرانيون بأمر من القوات البرية للحرس الثوري الإيراني.
النصر هو في الأساس بندقية روسية مضادة للعتاد OSV 96 منتجة محليًا ، أيضًا بحجم 12.7 × 108 ملم. ظهرت صور البندقية المضادة للأمور في IPAS 2016 العام الماضي ، ولكن هذا هو الإعلان الرسمي الأول عن بندقية بندقية مضادة للمادة.
السلاح الجديد يتميز بالدقة العالية والقوة النارية العالية .

## أنظر أيضا
- جاتلينج